# Chrysocryptus pilosellus
Chrysocryptus pilosellus là một loài tò vò trong họ Ichneumonidae.